# Dyviksholmarna
Dyviksholmarna är öar i Finland. De ligger i Finska viken och i kommunen Lovisa i den ekonomiska regionen  Lovisa i landskapet Nyland, i den södra delen av landet. Öarna ligger omkring 82 kilometer öster om Helsingfors.
Arean för den av öarna koordinaterna pekar på är 3,6 hektar och dess största längd är 440 meter i sydöst-nordvästlig riktning.